# Nấm Candida thực quản
Nấm Candida thực quản (tiếng Anh: Esophageal candidiasis)là một bệnh nhiễm trùng cơ hội tại thực quản do Candida albicans. Bệnh thường xảy ra ở những bệnh nhân ở tình trạng suy giảm miễn dịch, nhất là sau hóa trị liệu và mắc AIDS. Tuy nhiên, bệnh cũng có thể xuất hiện ở những bệnh nhân không có yếu tố nguy cơ nêu trên, thường không có triệu chứng..

## Dấu hiệu và triệu chứng
Những người bị nhiễm nấm Candida thực quản thường có hiện tượng nuốt khó hoặc gây đau. Nấm Candida thực quản lâu dài dẫn đến sút cân, đồng thời thường có hiện tượng tưa miệng.
Một số bệnh nhân nhiễm nấm Candida thực quản có thể là biểu hiện đầu tiên của bệnh nấm candida toàn thân.

## Chẩn đoán
Trong hầu hết các trường hợp, chẩn đoán được thiết lập dựa trên đáp ứng với điều trị. Bệnh nhân nghi ngờ nhiễm nấm Candida thực quản nên được điều trị bằng thuốc kháng nấm ngắn hạn như fluconazole. Nếu nhiễm trùng được giải quyết sau khi điều trị bằng fluconazole, thì chẩn đoán nhiễm nấm Candida thực quản được thực hiện và không cần theo dõi thêm. Tuy nhiên, nếu nhiễm trùng vẫn còn hoặc nếu có các yếu tố khác liên quan thì cần theo dõi thêm. Nếu an toàn, bệnh nhân sẽ cần chỉ định nội soi dạ dày (thủ thuật nội soi EGD, esophagogastroduodenoscopy). Nội soi cho thấy các mảng nổi lên mà đặc trưng là có thể tách ra khỏi niêm mạc nhờ kính nội soi. Cạo hoặc sinh thiết của các mảng bám ở mức mô học sẽ thấy nấm men và giả sợi nấm (hay ty giả, pseudohyphae, thuật ngữ Ký sinh trùng học). Đây là đặc tính của loài Candida.

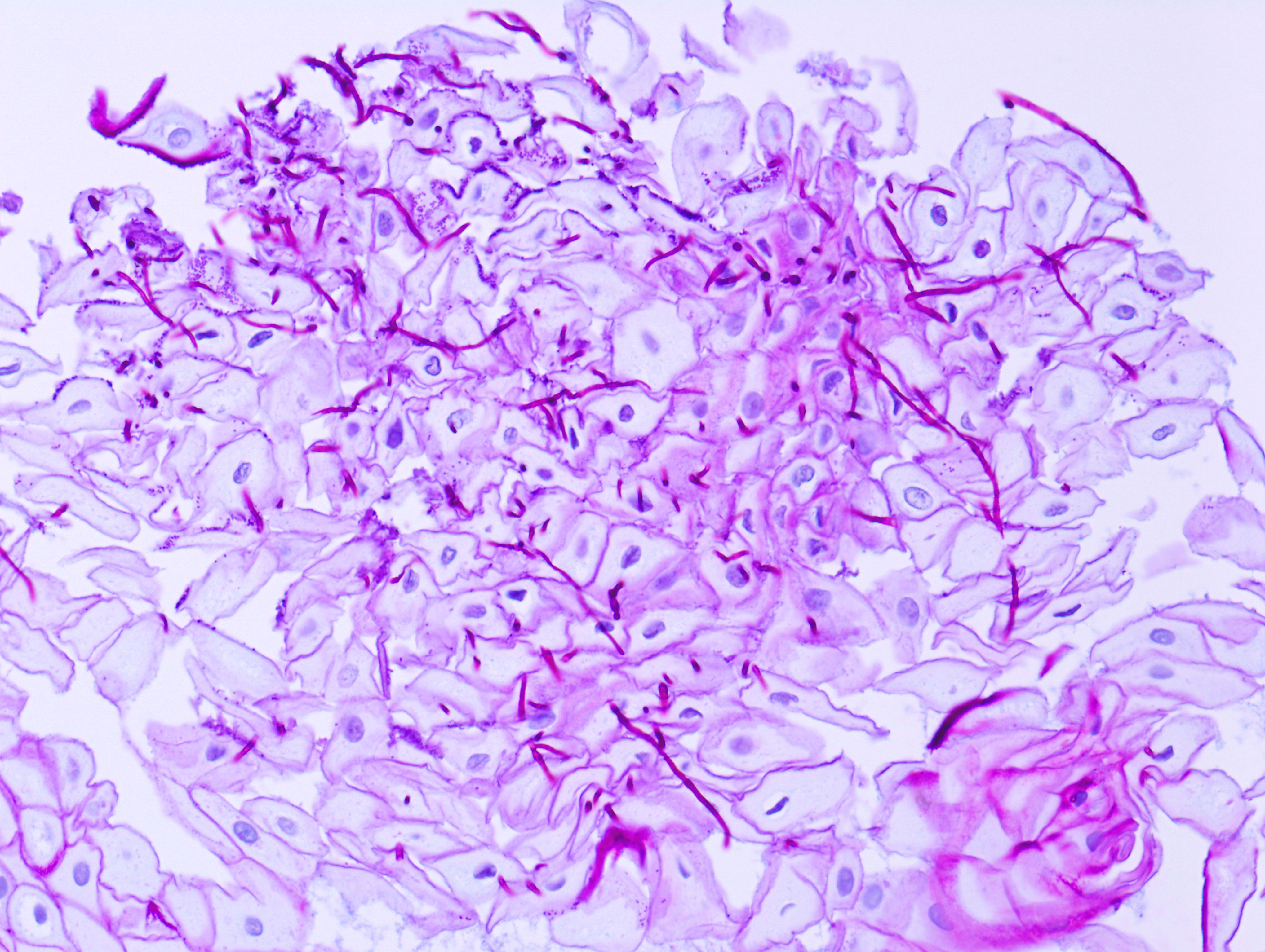
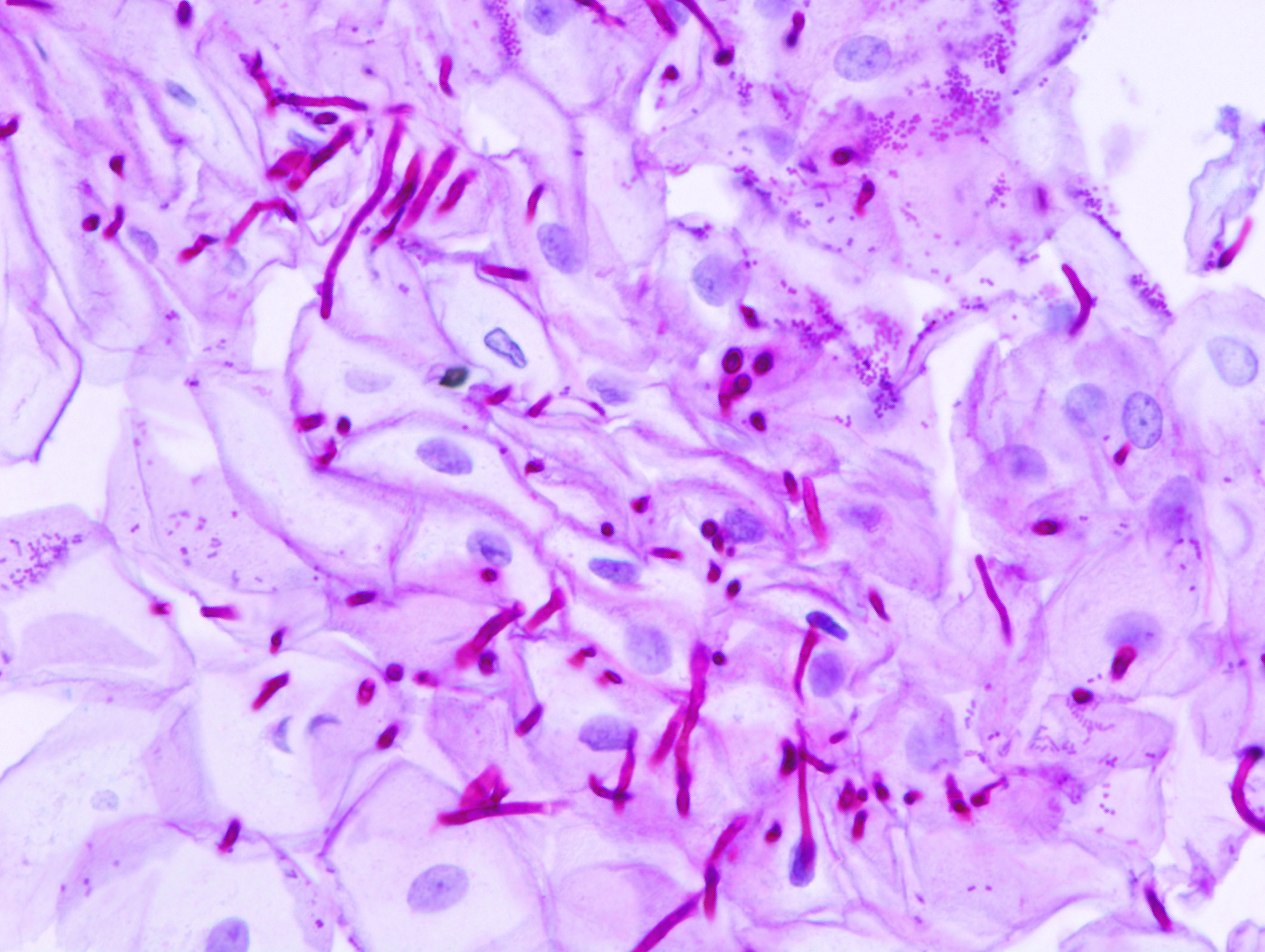
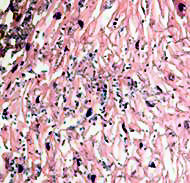
Nhuộm H&E thực quản cho thấy Candida dạng sợi nấm (hay khuẩn ty, hyphae) bám trên lớp đệm niêm mạc

## Điều trị
Phương pháp điều trị ưu tiên hiện nay là sử dụng fluconazole, 200 mg vào ngày đầu tiên, tiếp theo là dùng liều hàng ngày 100 mg, kéo dài ít nhất 21 ngày. Điều trị nên tiếp tục trong 14 ngày sau khi giảm triệu chứng. Các lựa chọn trị liệu khác bao gồm:
- nystatin không phải là một cách điều trị hiệu quả cho bệnh nấm Candida thực quản. Sử dụng khi điều trị nấm candida miệng, bệnh vốn hay xảy ra khi sử dụng máy bơm hen. Không được nuốt
- triazoles cho đường uống, chẳng hạn như itraconazole
- caspofungin, được sử dụng trong các trường hợp khó chữa hoặc lan ra toàn thân
- amphotericin, được sử dụng trong các trường hợp khó chữa hoặc lan ra toàn thân